# Liste der Monuments historiques in Maillezais
Die Liste der Monuments historiques in Maillezais führt die Monuments historiques in der französischen Gemeinde Maillezais auf.

## Liste der Bauwerke
| Bezeichnung                | Beschreibung | Standort | Kennzeichnung | Schutzstatus | Datum | Bild           |
| -------------------------- | ------------ | -------- | ------------- | ------------ | ----- | -------------- |
| Ehemalige Abtei Maillezais |              | (Lage)   | PA00110162    | Classé       | 1924  | weitere Bilder |
| Hosianna-Kreuz             |              | (Lage)   | PA00110163    | Classé       | 1937  |                |
| Kirche Saint-Nicolas       |              | (Lage)   | PA00110164    | Classé       | 1840  | weitere Bilder |

## Liste der Objekte

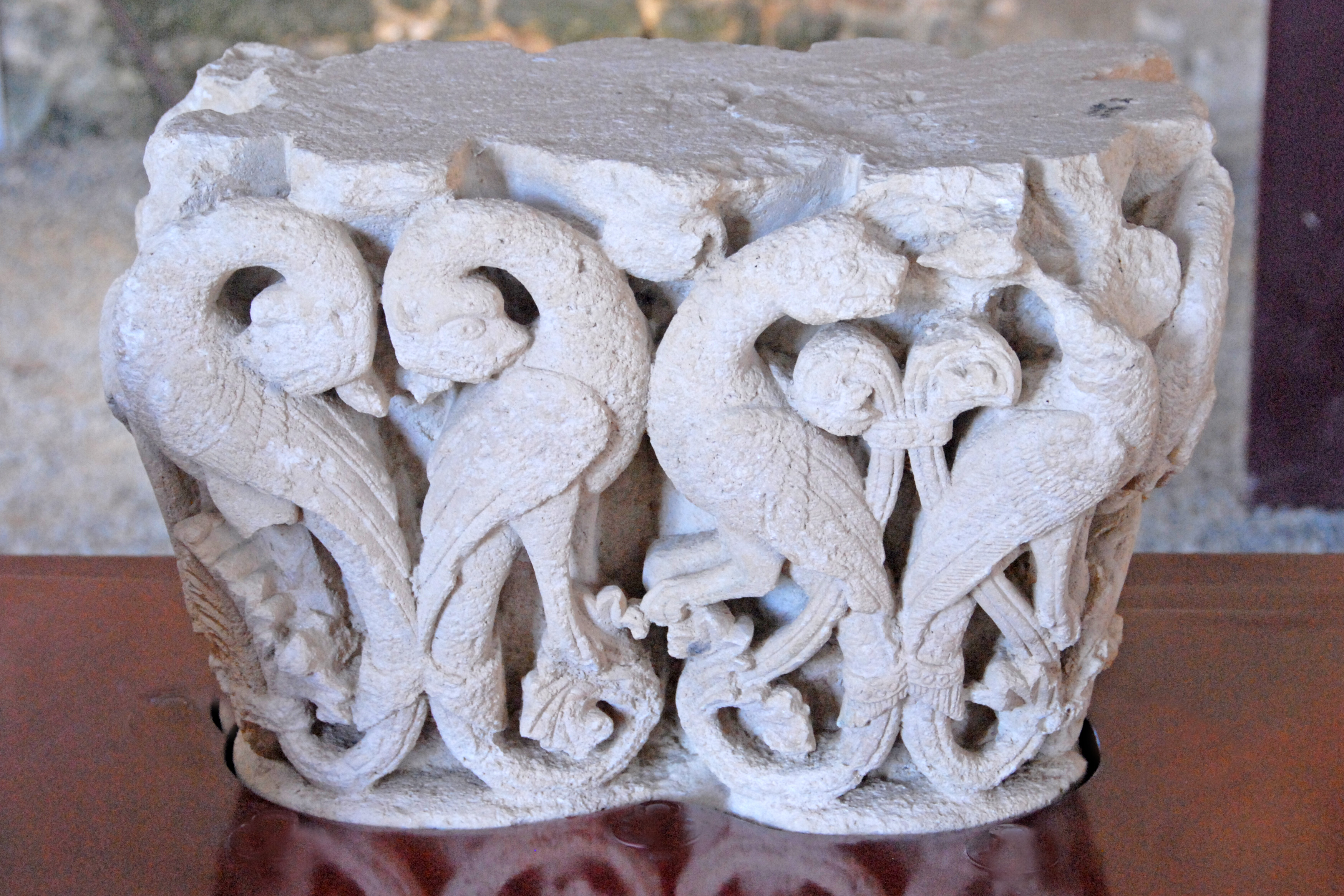
Kapitell der Abtei Maillezais (12. Jahrhundert)

- Monuments historiques (Objekte) in Maillezais in der Base Palissy des französischen Kultusministeriums